# Latakia (tỉnh)
Latakia (tiếng Ả Rập: مُحافظة اللاذقية / ALA-LC: Muḥāfaẓat al-Lādhiqīyah) là một trong 14 tỉnh của Syria. Tỉnh nằm ở phía tây Syria, giáp với tỉnh Hatay của Thổ Nhĩ Kỳ ở phía bắc và Địa Trung Hải ở phía tây. Diện tích của tỉnh là 2.297 km² hay 2.437 km². Theo số liệu năm 2010, dân số của tỉnh là 991.000 người và là một trong số ít các tỉnh của có cộng đồng Alawi chiếm đa số. Người Alawi sống tập trung ở trung tâm và phía nam tỉnh, còn người Ả Rập Sunni và người Turkmen sống tập trung ở phía đông bắc tỉnh. Thành phố tỉnh lị là Latakia có 400.000 dân cư, trong đó người Alawi chiếm 50%, người Sunni 40% và người Cơ đốc giáo 10%.
Tỉnh là một phần lịch sử của Nhà nước Alaouites, tồn tại từ 1920–1936. Thành phố Latakia là thủ đô của nhà nước này.

## Huyện
Tỉnh được chai thành bốn huyện (manatiq):
- Al-Haffah
- Jableh
- Latakia
- Qardaha

Các huyện được chia tiếp thành các phó huyện (nawahi).